# Postelsia palmaeformis
Genre
Espèce
Postelsia palmaeformis (appelée postelsia palmiforme au Canada) est une espèce d'algues brunes de la famille des Laminariaceae. C'est la seule espèce connue du genre Postelsia, nommé en l'honneur du phycologue Alexandre Postels (1801-1876).
Elle ressemble à un petit palmier, et vit sur les côtes au nord de la côte ouest de l'Amérique du Nord.

### GenrePostelsia
- (en) Catalogue of Life : Postelsia Ruprecht, 1852 (consulté le 20 décembre 2022)
- (en) AlgaeBase : genre Postelsia Ruprecht, 1852 (consulté le 24 novembre 2012)
- (fr + en) ITIS : Postelsia (consulté le 24 novembre 2012)
- (en) WoRMS : Postelsia Ruprecht, 1852 (+ liste espèces) (consulté le 24 novembre 2012)
- (en) NCBI : Postelsia (taxons inclus) (consulté le 24 novembre 2012)

### EspècePostelsia palmaeformis
- (fr) SeaLifeBase : espèce Postelsia palmaeformis (+ noms communs) (consulté le 24 novembre 2012)
- (en) AlgaeBase : espèce Postelsia palmaeformis Ruprecht 1852 (consulté le 24 novembre 2012)
- (fr + en) ITIS : Postelsia palmaeformis  Ruprecht (consulté le 24 novembre 2012)
- (en) WoRMS : espèce Postelsia palmaeformis Ruprecht, 1852 (consulté le 24 novembre 2012)
- (en) NCBI : Postelsia palmaeformis (taxons inclus) (consulté le 24 novembre 2012)